# Cucut cuallarg fosc
El cucut cuallarg fosc (Cercococcyx mechowi) és una espècie d'ocell de la família dels cucúlids (Cuculidae) que habita la selva humida de l'Àfrica central i Occidental, localment des de Sierra Leone cap a l'est fins a Uganda i cap al sud fins al nord d'Angola.